# Luis Fernando García
Luis Fernando García Bechinie (Amatitlán, 13 de setembro de 1974) é um ex-atleta guatemalteco, especialista em provas de marcha atlética. Esteve presente em quaro edições sucessivas dos Jogos Olímpicos, entre 1996 e 2008, onde alcançou sempre modestas classificações.
García ganhou a medalha de bronze nos Jogos Pan-Americanos de 2003, na modalidade de 50 quilómetros marcha. Nesse mesmo ano, numa prova disputada em Naumburg, Alemanha, bateu o seu máximo pessoal na distância de 50 km ao realizar o tempo de 3:53:31h. Já antes, em 1999, havia feito a melhor marca nos 20 km marcha, com um tempo de 1:21:52 h.